# قاي ماير
قاي ماير (بالإنجليزية: Guy Maier)‏ هو عازف بيانو أمريكي، ولد في 15 أغسطس 1891 في بوفالو في الولايات المتحدة، وتوفي في 24 سبتمبر 1956 في سانتا مونيكا في الولايات المتحدة.